# 제북군
제북군(濟北郡)은 중국의 옛 군급 행정 구역이다. 군국제 시행 중에는 제북국(濟北國)이기도 했다.

## 전한 이전
임치군·교동군 등과 함께 진나라가 제나라를 멸하고 옛 제나라 땅에 세운 군이다. 진나라에 박양군이 있었냐 없었냐에 따라 제북군의 추정 권역이 달라져서, 박양군이 없었다고 볼 경우 치소는 박양(博陽: 지금의 타이안시)으로 보고, 있었다고 볼 경우에는 노(盧: 지금의 창칭구)로 본다. 속현은 노·낙릉(樂陵)·시(蓍)·부양(浮陽)·고력(高櫟)·천동(千童)·격(鬲)·탑음(漯陰)·평원(平原)이 있었다.
진나라 말기에는 옛 제나라 왕족 전안이 이곳에서 할거했다. 기원전 206년, 항우가 진나라를 멸하고 중국 각지에 제후를 봉하면서, 옛 제나라의 중심지를 장악하고 제나라를 부활했으며 항우와 사이가 나쁜 전영 일족을 견제하기 위해 전안을 왕으로 삼고 제북군을 제북나라로 바꿨다. 서울은 박양에 뒀다. 전영이 전안을 쳐죽이면서 제북나라는 망하고 제북군은 제나라의 일부가 됐다. 한신이 제나라를 무찌르고 제나라 왕이 됐으나, 전한 고조가 고조 5년(기원전 202년)에 한신을 초나라로 옮겨 봉하고 제나라를 폐하면서 제북군도 다른 제나라의 군현들과 함께 한나라의 직할지에 들어갔다. 고조 6년(기원전 201년)에 고조의 서장자 제도혜왕을 왕으로 삼아 제나라를 복국하면서 제북군은 다시 제나라의 관할 아래로 들어갔다.
이후 여씨를 타도하는 데 공을 세웠으나, 다음 황제 자리를 노린 제애왕과 그 아우 주허후 유장·동모후 유흥거를 견제하기 위해 전한 문제는 제나라 영토 일부를 갈라냈고, 제북군은 이 과정에서 제북나라로 독립돼 유흥거의 왕국이 됐다. 한편 여씨가 제나라에서 뺏어 만든 제천나라가 폐지되면서 그 영역도 제북나라에서 관할했다. 제북왕이 된 유흥거는 이에 반발해 문제 3년(기원전 178년)에 반란을 일으켰으나 실패해 자결했고, 제북나라는 다시 폐지돼 제북군이 돼 한나라의 직할지에 들어갔다.
기원전 165년에 제문왕이 후사 없이 죽자 조정에서는 제나라를 폐해 제북군 외의 다른 옛 제나라의 군현들도 일거에 조정의 관할하에 들어갔다. 그러나 기원전 164년, 조정에서는 낭야군만을 조정의 직할지에 남겨 두고 대신 일곱 제후왕국을 세워 옛 제나라 영역에 강대한 제후국이 생기는 것을 막았다. 제북군은 다시 제북나라가 됐고, 제도혜왕의 아들 안도후 유지가 새 왕이 됐다. 옛 제천군 영역은 제남나라로 떨어져 나갔다. 기원전 154년, 오초칠국의 난 때 유지는 반란에 가담하지 않아 치천나라로 옮겨졌고 대신에 오나라의 회유에 끝내 응하지 않은 형산왕 유발이 옮겨 와 제북정왕이 됐다. 한편 이때 제북군을 잘라내 평원군을 새로 만들고 한나라의 직할지로 삼아 제북나라의 판도를 줄였다. 이후 제북정왕의 아들 제북식왕 유호가 무제의 봉선을 위해 태산 일대를 바쳤고, 이때 한나라는 제북나라에서 취한 땅을 바탕으로 태산군을 신설한 것으로 보인다. 기원전 87년, 제북정왕의 손자 유관이 죄를 지어 자살하면서 제북정왕 왕가가 3대로 끝났을 뿐만 아니라, 제북나라의 관할 영역을 모조리 태산군에 편입하면서 제북이라는 행정 구역 자체가 폐지됐다.

## 후한
후한 화제 영원 2년(90년) 5월 경술일, 여러 제후왕들을 봉하면서 태산군을 분할해 제북국을 다시 두었다. 화제의 아우 제북혜왕 유수를 제북왕으로 삼았다. 140년(후한 순제 영화 5년) 당시 제북국은 연주의 속군으로 편제되었고 5현 4만 5689호 23만 5897명을 거느렸다.
| 이름   | 한자   | 대략적                                               | 비고 |
| ------ | ------ | ---------------------------------------------------- | --- |
| 노현   | 盧縣   | 지난시 창칭구 광리진(廣里鎭) 신마장촌(新馬庄村) 일대 | 현 경내에 평음성(平陰城), 방문(防門), 광리(光里), 경자산(景玆山), 오산(敖山), 청정(淸亭)이 있었다. 장성이 동해까지 이른다. |
| 이구현 | 蛇丘縣 | 타이안시 다이웨구 고현점촌(故縣店村)                 | 수향(遂鄕), 하환향, 주향성(鑄鄕城)이 있었다.                                                                               |
| 성현   | 成縣   | 타이안시 닝양현 동장촌(東庄村) 일대                  | |
| 치평현 | 茌平縣 | 랴오청시 츠핑현 고원장촌(高垣墻村) 일대              | 원래는 동군 소속이었다. |
| 강현   | 剛縣   | 타이안시 닝양현 강성진(罡城鎭)                       | 두예에 따르면 현 북쪽에 천향(闡鄉)이 있었다고 한다.                                                                        |

## 서진
서진대 제북국은 5현 3,500호를 거느렸다.
| 현명   | 한자   | 대략적 위치                                          | 비고                               |
| ------ | ------ | ---------------------------------------------------- | ---------------------------------- |
| 노현   | 盧縣   | 지난시 창칭구 광리진(廣里鎭) 신마장촌(新馬庄村) 일대 | 현 서쪽에 석문(石門)이 있었다.     |
| 임읍현 | 臨邑縣 | 랴오청시 둥어현                                      |                                    |
| 동아현 | 東阿縣 | 랴오청시 양구현 아성진(阿城鎭)                       |                                    |
| 곡성현 | 穀城縣 | 지난시 핑인현 동아진(東阿鎭) 서                      | 현 경내에 오하취(烏下聚)가 있었다. |
| 사구현 | 蛇丘縣 | 타이안시 다이웨구 고현점촌(故縣店村)                 | 현 경내에 하관정(下灌亭)이 있었다. |

## 유송
동진말기 북벌로 인해 진나라는 제북군을 다시 수복했다. 송나라 초기 임읍(臨邑), 동아(東阿)의 2개 현을 통치했다. 457년(유송 효무제 대명 원년) 폐지되었으나 이후 재설치되었다. 재설치된 시기는 알 수 없다고 한다. 그러나 명제시기 송나라 땅 중 회수이북 전역이 북위로 넘어가자 회양(淮陽)으로 교치되었다. 그 이전까지 제북군은 3현 3,158호 17,003명을 거느렸다. 군에서 하구까지 육로로 700리, 수도 건강까지 수로로 2,000리, 육로로 1,500리 거리였다.
| 현명   | 한자   | 대략적 위치                                          | 민정   | 비고 |
| ------ | ------ | ---------------------------------------------------- | ------ | ---- |
| 사구현 | 蛇丘縣 | 타이안시 다이웨구 고현점촌(故縣店村)                 | 령(令) |      |
| 노현   | 盧縣   | 지난시 창칭구 광리진(廣里鎭) 신마장촌(新馬庄村) 일대 | 령(令) |      |
| 곡성현 | 穀城縣 | 지난시 핑인현 동아진(東阿鎭) 서                      | 령(令) |      |

## 북위
423년(북위 명원제 태상 8년) 제주가 제북군 교오성(碻磝城, 현재의 랴오청시 츠핑현 서남 황하변) 설치되자 제주의 속군으로 편제되었다. 북위의 제북군은 3현 9,467호 29,399명을 거느렸다.
| 현명   | 한자   | 대략적 위치                                          | 비고                                                           |
| ------ | ------ | ---------------------------------------------------- | -------------------------------------------------------------- |
| 임읍현 | 臨邑縣 | 지난시 지양구 서남 대풍가촌(大馮家村) 일대           | 현 경내에 창향성(昌鄉城), 임읍성(臨邑城), 오성(吳城)이 있었다. |
| 동아현 | 東阿縣 | 랴오청시 양구현 아성진(阿城鎭)                       | 현 경내에 동아성(東阿城), 위성(衞城), 제성(濟城)이 있었다.     |
| 노현   | 盧縣   | 지난시 창칭구 광리진(廣里鎭) 신마장촌(新馬庄村) 일대 | 현 경내에 유서성(柳舒城), 고성(鼓城), 노자성(盧子城)이 있었다. |

이후 527년(북위 효명제 효창 3년) 동제북군이 설치되었다. 이렇게 신설된 동제북군은 3현 2,464호 6,678명을 거느렸다.
| 현명   | 한자   | 대략적 위치                            | 비고                        |
| ------ | ------ | -------------------------------------- | --------------------------- |
| 비성현 | 肥城縣 | 타이안시 페이청시                      | 비성(肥城)에 치소를 두었다. |
| 곡성현 | 穀城縣 | 지난시 핑인현 동아진(東阿鎭) 서부 일대 |                             |
| 사구현 | 蛇丘縣 | 타이안시 다이웨구 고현점촌(古縣店村)   |                             |